# 台灣男人
《台灣男人》為澎恰恰於2004年9月24日發行的個人第三張原創專輯，陳國華製作，擎天娛樂發行。

## 曲目
1. 用心看台灣
2. 懵懂的年代
3. 田嬰
4. 故鄉的土味
5. 酸風柳樹
6. 兵單
7. 媽媽
8. 種瓠仔生菜瓜
9. 金紙心銀紙情
10. 緊大漢
11. 麥想彼呢多
12. 莎詠
13. 咱的台灣人